# Eugène Peters
Eugène Sylvester Peters (Eindhoven, 1 december 1946) is een Nederlands kunstschilder, graficus, beeldhouwer.

## Biografie
Als jongeling volgde Peters van 1964 tot 1968 lessen aan de Academie voor Industriële Vormgeving aldaar.
Na een hem aangeboden stage bij de Koninklijke Sphynx-fabrieken (fabricage en ontwerp van o.a. toiletpotten) verliet hij deze academie. Op aanraden van Cornelis Le Mair, nu een collega, vestigde hij zich in Antwerpen en volgde er lessen aan de Koninklijke Academie voor Schone Kunsten van Antwerpen van 1968 tot 1971. Hij volgde de grafische opleiding en kreeg les van onder anderen René De Coninck, etser. Daarnaast was hij nog leerling van Mark Severin, graveur en ontwerper van verschillende Belgische postzegels, en Jos Hendrickx.

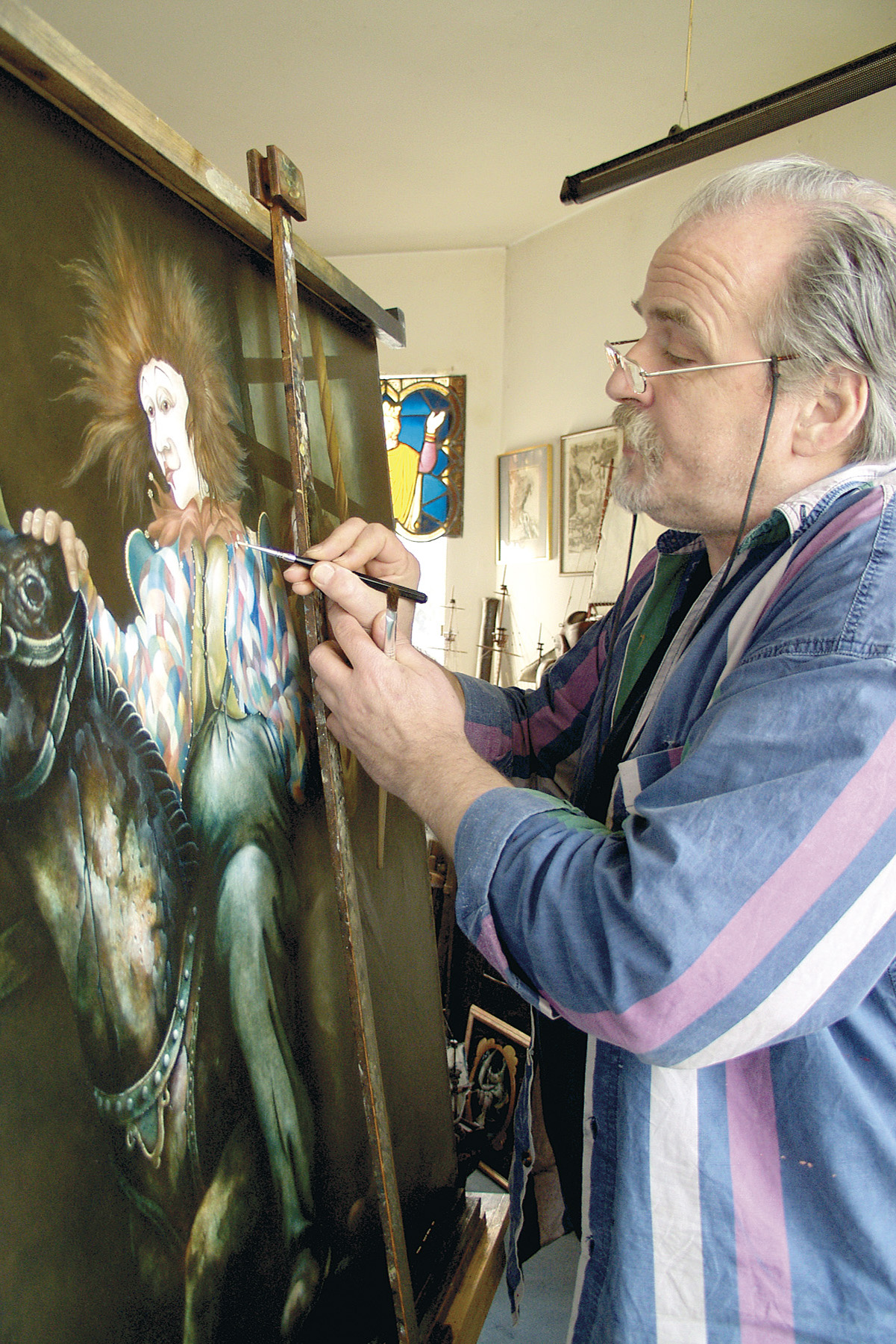
Eugène Peters in zijn atelier.

Na zijn grafische opleiding richtte Peters zich op de schilderkunst. Hij bestudeerde de oude meesters en hun technieken. Als schilder is hij verder geheel autodidact. Het fantastisch realisme is terug te vinden in zijn schilderijen met bijvoorbeeld nauwkeurig gepenseelde dieren, die aangekleed zijn met manteltjes met fijne bontkraagjes of ragfijne kantkraagjes, of die uitgedost zijn in harnasjes met allerlei wapentuig, variërend van een lans of speer tot een uitgebrande lucifer. Ook Torens van Babylon behoren tot zijn onderwerpen, evenals fantasiesteden, pierrots, harlekijns en andere figuren uit de Commedia dell'arte. Daarnaast schilderde hij bestaande steden zoals Antwerpen en Turnhout.
Naast schilderen maakt Peters bronzen beelden als driedimensionale tegenhangers van de figuren op zijn schilderijen. Hij houdt zich daarnaast bezig met het graveren en schilderen van glas.
Hij is getrouwd en heeft twee dochters.

## Musea
Werken van Eugène Peters bevinden zich onder andere in:
- Het museum van ZOO Antwerpen
- Het Markiezenhof in Bergen op Zoom

## Varia
Opdrachten in brons:
- Het beeld voor de jaarlijks uitgereikte AKO Literatuurprijs
- Voor de stad Antibes in Zuid Frankrijk een bronzen plaquette als herdenking aan kunstschilder Claude Monet
- Voor Unizo Turnhout de jaarlijks uit te reiken Gouden Pluim
- Voor Stichting Jacques de Leeuw de prijs voor Jong Toptalent
- Voor Stichting Jacques de Leeuw het standbeeld van Mgr. Bekkers